# Fermata per 12 ore
Fermata per 12 ore (The Wayward Bus) è un film del 1957 diretto da Victor Vicas.
È un film drammatico statunitense con Joan Collins, Jayne Mansfield, Dan Dailey e Rick Jason. È basato sul romanzo del 1947 La corriera stravagante (The Wayward Bus) di John Steinbeck.

## Trama
Alice e Johnny vivono in una zona montuosa della California, lei gestisce un piccolo ristorante e lui è autista di autobus. Quando un autobus si ferma per una sosta scendono tra gli altri Camille, ballerina di night-club ed Ernest un commesso viaggiatore che hanno iniziato a flirtare in autobus e una coppia di genitori che cercano di convincere la figlia a lasciare il ragazzo di cui è innamorata.
La permanenza nel piccolo ristorante crea tensioni tra i viaggiatori ma almeno per Alice e Johnny torna l'amore.

## Produzione
Il film, diretto da Victor Vicas (al suo debutto a Hollywood) su una sceneggiatura di Ivan Moffat e un soggetto di John Steinbeck (autore del romanzo), fu prodotto da Charles Brackett per la Twentieth Century Fox e girato nei 20th Century Fox Studios a Century City, Los Angeles, California, da metà gennaio al 13 aprile 1957. Per interpretare i protagonisti, erano stati presi in considerazione dalla produzione Robert Mitchum, Richard Widmark, Susan Hayward e Gene Tierney e per la regia Henry Hathaway.

## Distribuzione
Il film fu distribuito con il titolo The Wayward Bus negli Stati Uniti dal 27 maggio 1957 al cinema dalla Twentieth Century Fox.
Altre distribuzioni:
- in Germania Ovest nel giugno del 1957 (Festival internazionale del cinema di Berlino) (Wo alle Straßen enden)
- in Svezia il 9 agosto 1957 (Buss på villovägar)
- in Italia nell'agosto del 1957 (Fermata per 12 ore)
- in Finlandia il 1º novembre 1957 (Oikutteleva bussi)
- in Danimarca l'8 maggio 1961 (Rutebil på afveje)
- in Turchia nell'aprile del 1962 (Ask otobüsü)
- in Brasile (Ciúme, Tempero do Amor)
- in Francia (Les naufragés de l'autocar)
- in Grecia (Ta navagia tis leoforou)

## Critica
Secondo il Morandini il film è "ben condotto, nonostante qualche macchinosità che lo rende vagamente inverosimile".

## Promozione
La tagline è: The Steinbeck people! The Steinbeck passions! The Steinbeck power!.